# Hendrik Otremba

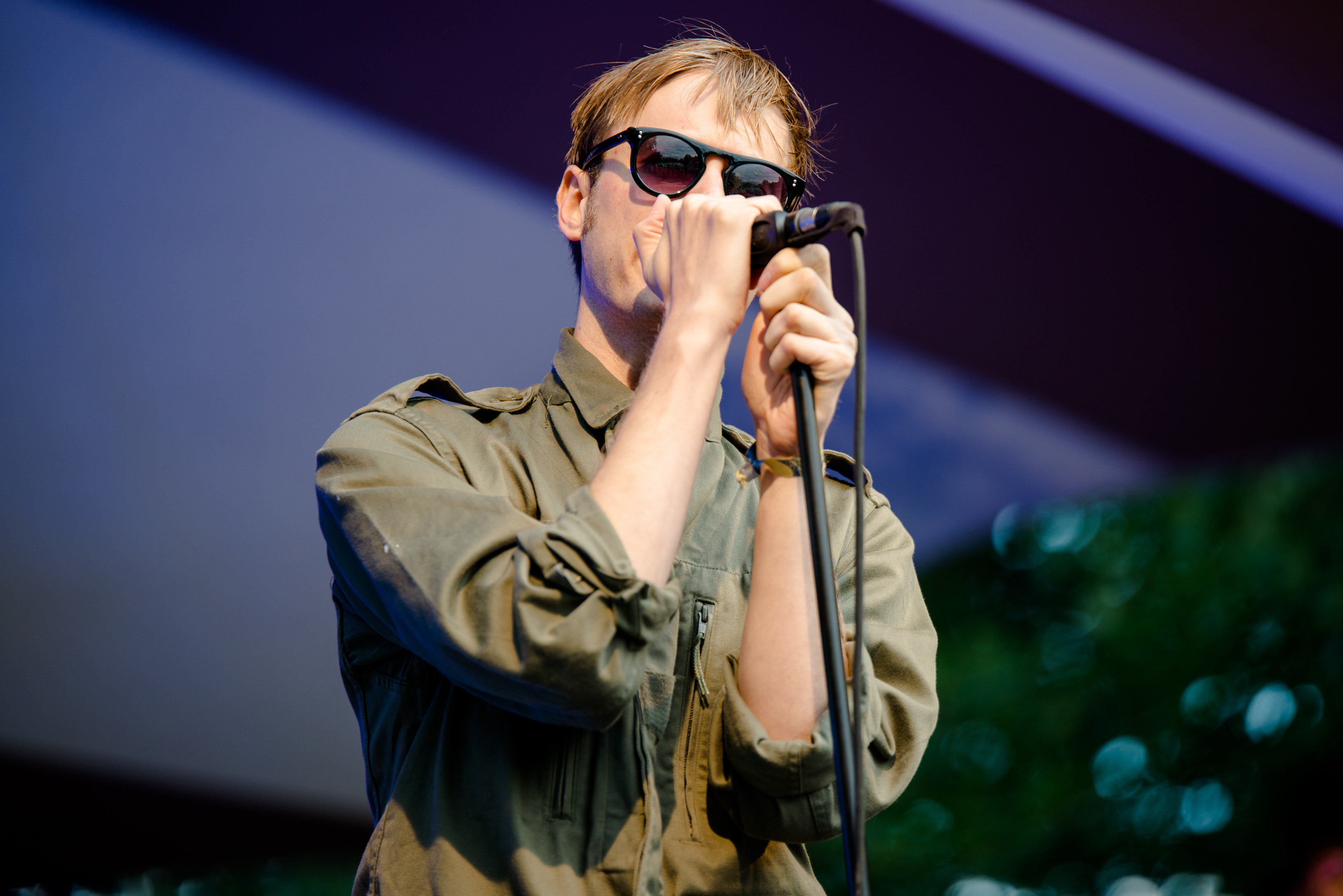
Hendrik Otremba (2014)

Hendrik Otremba (* 1984 in Recklinghausen) ist ein deutscher Musiker, Autor und bildender Künstler.

## Leben
Otremba ist Sänger der Gruppe Messer, die sich 2010 in Münster gründete. Er ist zudem als freier Autor, Dozent für Kreatives Schreiben, bildender Künstler, Journalist (u. a. für Spex, Spiegel Online, Testcard) und Kurator tätig. Mit der Gruppe Messer veröffentlichte Otremba zahlreiche Alben und Tonträger, auch die Cover der Band sind von ihm gestaltet. 2023 erschien sein erstes Soloalbum Riskantes Manöver, das durchweg positive Kritiken erhielt. Für das Album erschuf Otremba die Kunstfigur '66 (ausgesprochen Sechsundsechzig oder Sixtysix), eine Art bandagierten Zeitreisenden, den der Sänger und Songwriter auch live mimte.
Spiegel online schrieb: „Der Sänger und Künstler Hendrik Otremba aus Münster ist Experte darin, das Gefühl von Angst und Orientierungslosigkeit zu Kunst zu machen.“
Otremba lebt und arbeitet nach Stationen im Ruhrgebiet und Münster in Berlin.
2017 veröffentlichte er seinen Debütroman Über uns der Schaum. Im Jahr 2019 folgte Kachelbads Erbe. Für die Arbeit am Roman wurde Otremba 2018 durch das Arbeitsstipendium für Berliner Autorinnen und Autoren des Berliner Senats gefördert. 2022 folgte sein dritter Roman Benito, den er im März Verlag veröffentlichte. 2023 erschien der Gedichtband Wüstungen, Nebel ebenfalls im März Verlag.
2023 trat er die Poetikdozentur der Universität Münster unter dem Titel Das dronische Erzählen an.

## Diskografie

### Alben
- Messer: Im Schwindel. 2012, Album, This Charming Man Records
- Messer: Die Unsichtbaren. 2013, Album, This Charming Man Records
- Messer: Jalousie. 2016, Album, Trocadero/Indigo
- Messer: No Future Days. 2020, Album, Trocadero/Indigo
- Hendrik Otremba: Riskantes Manöver. 2023, Album, Trocadero/Indigo

### Demos/Singles
- Messer: Alle Tage. 2010, Kassette, Top Five Records (wiederveröffentlicht als Vinylsingle von Tusk Records)
- Messer: Augen. 2012, Rockstar Records
- Messer: Neonlicht. 2013, This Charming Man Records
- Messer: Ein Film war zuende, nur ein Film. 2014, Live-Kassette, Mitschnitt einer Interpretation der Romy Schneider-Tagebücher, Sammlung W. Jägers/Sic Live Records
- Messer: Kachelbad [EP]. 2016, Trocadero/Indigo

## Bibliografie
- Über uns der Schaum. Roman. Verbrecher Verlag, Berlin 2017, ISBN 978-3957322340
- Kachelbads Erbe. Roman. Hoffmann und Campe, Hamburg 2019, ISBN 978-3-455-00618-6
- Benito. Roman. März-Verlag, Berlin 2022, ISBN 978-3755000075
- Wüstungen, Nebel. Gedichtband. März-Verlag, Berlin 2023, ISBN 978-3-7550-0021-1